# اتاق خواب

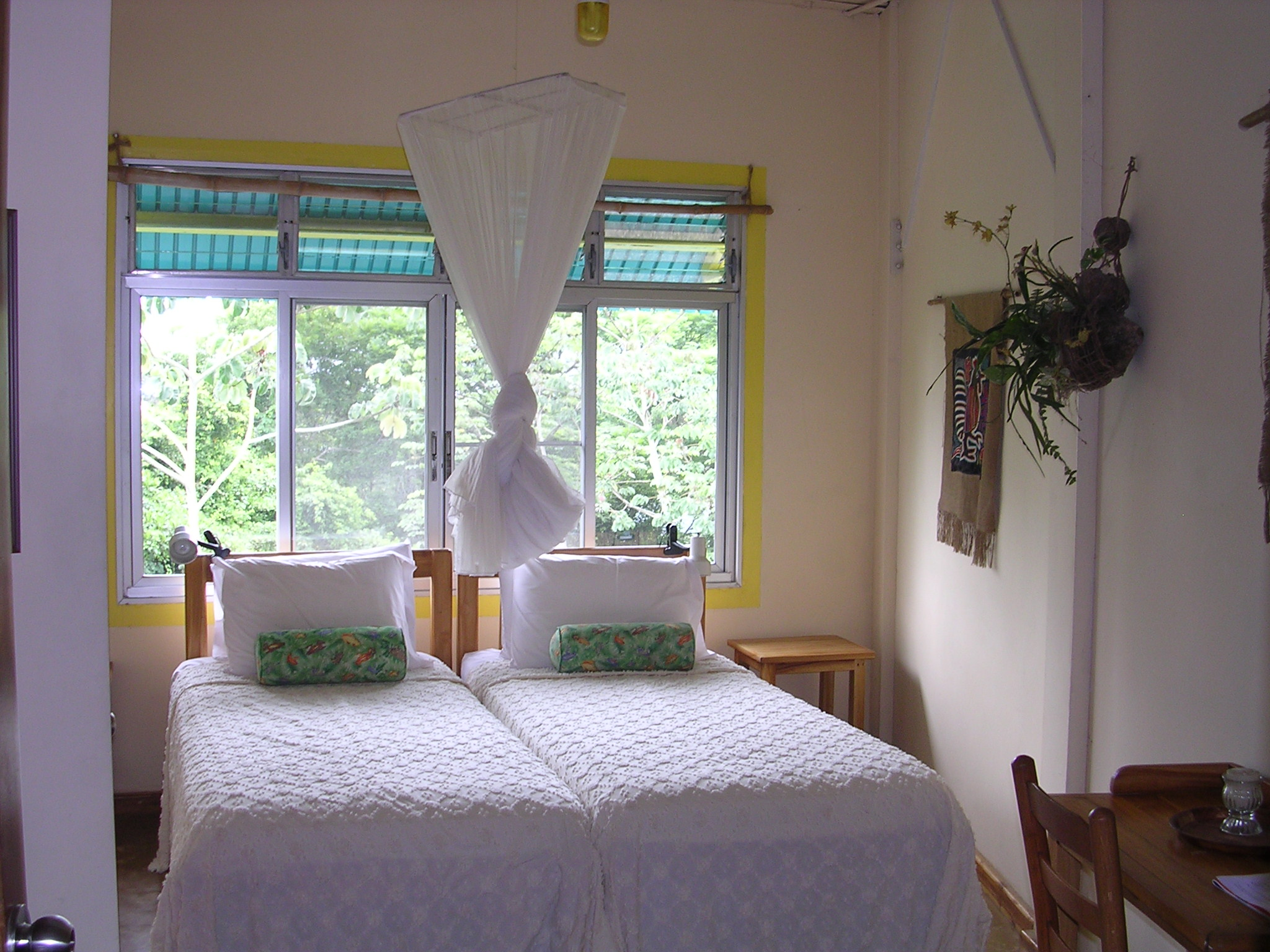
یک اتاق خواب دارای تخت‌خواب دونفره

اتاق خواب به فضای خصوصی و محصوری گفته می‌شود که برای خوابِ شب یا استراحت در روز به‌کار می‌رود. حدود یک‌‌سوم زندگی انسان‌ها در خواب می‌گذرد و بخش زیادی از این مدت در اتاق خواب سپری می‌شود. اتاق خواب نیاز به تخت‌خواب یا بستر دارد. علاوه بر آن، یک اتاق خواب معمولی ممکن است با کمد، میز پای تختخواب، میز تحریر یا میز آرایش و گنجه کشودار مجهز شود. از اواسط قرن بیستم به این‌سو، در مناطق ثروتمندتر، برخی از اتاق خواب‌ها دارای سرویس بهداشتی جداگانه شده‌اند.

## دکوراسیون اتاق خواب
دکوراسیون اتاق خواب به عنوان یکی از اجزای حیاتی فضای مسکونی، نقشی کلیدی در ارتقای کیفیت خواب و ایجاد آرامش ذهنی و جسمانی دارد. یک طراحی هوشمندانه نه تنها امکان بهره‌برداری بهینه از فضای محدود اتاق خواب را فراهم می‌کند، بلکه با انتخاب مبلمان و وسایل مناسب، محیطی دنج و امن برای استراحت ایجاد می‌کند. استفاده از رنگ‌های خنثی و آرامش‌بخش مانند آبی، سبز، کرم و سفید در ترکیب با رنگ‌های ملایم، موجب تلطیف فضا و تحریک حس آرامش می‌شود؛ در حالی که به کارگیری رنگ‌های گرم نظیر قرمز یا نارنجی به‌صورت جزئی در تزئینات می‌تواند حس انرژی و نشاط را به محیط تزریق کند. به همین دلیل، ترکیب اصول طراحی دکوراسیون به دقت با توجه به نیازهای فردی و استراتژی‌های بهبود فضای خواب، موجب ارتقای سلامت کلی و ایجاد فضایی دل‌چسب در اتاق خواب می‌شود.

##### 1. انتخاب اندازه تخت و نحوه چیدمان آن:[۲]
برای ایجاد دکوراسیون اصولی و حرکت بی دردسر در اتاق خواب، باید اندازه تخت متناسب با اندازه فضا اتاق باشد. بنابراین برای اتاق های بزرگ از تخت بزرگ و برای اتاق های کوچک از تخت کوچک باید استفاده کرد.
همچنین ترجیحا اندازه تخت و نحوه چیدمان آن باید به گونه ای باشد که تخت در مرکز دیوار قرار بگیرد و حدودا 1 متر با دیوارهای کناری فاصله داشته باشد. در این حالت دسترسی به تخت خواب از دو طرف به آسانی امکان پذیر است.
اما اگر اتاق خواب بسیار کوچک است و قرار دادن آن در مرکز دیوار امکان پذیر نیست، بهترین حالت این است که آن را کنج اتاق قرار داد.

##### 2. انتخاب رنگ نقاشی یا کاغذ دیواری اتاق خواب:[۳]
از نظر تاثیر روانشناسی رنگ ها، رنگ های سرد و خنثی حس آرامش به انسان انتقال می دهند. با این تعریف، از آن جا که یکی از اهداف اصلی دکوراسیون اتاق خواب، داشتن خوابی با کیفیت و آرام است، بهتر است دیوارها به رنگ های سرد و خنثی نقاشی یا کاغذ دیواری شوند.
در مقابل بهتر است از انتخاب رنگ های گرم مانند قرمز، زرد و نارنجی برای دیوارها پرهیز کرد، چرا که رنگ هایی پرانرژی و محرکی می باشند و آن ها را با دکوری و اکسسوری ها وارد فضای اتاق کرد.

##### 3. انتخاب پرده برای اتاق خواب:[۴]
فضای اتاق خواب باید به گونه ای باشد که حریم خصوصی شخص در آن حفظ شود. همچنین در زمان های مختلف شبانه روز، باید بتوان میزان نور وارد شده از فضای بیرون را کنترل کرد. با این توضیحات باید از ترکیب پرده هایی استفاده کرد که حریم شخصی و ورود نور با آن قابل کنترل باشد.
بنابراین اگر پرده پارچه ای است، باید در کنار آن از آستر یا والانی ضخیم استفاده کرد تا در مواقع نیاز مانع دید به فضای داخل و ورود نور شد. برای اتاق های مدرن و امروزی هم می توان از پرده کرکره ای و شید استفاده کرد.

##### 4. فضای مرتب و به دور از درهم ریختگی اتاق خواب:[۲]
فضای شلوغ و درهم ریخته، باعث انتقال اضطراب می شود و آرامش را از بین می برد. بنابراین برای حفظ آرامش فضای اتاق خواب، بهتر است که وسایل غیر ضروری را در کمد و کمد دیواری قرار داد. همچنین فضای اتاق نباید با دکوری و اکسسوری های زیاد پر شود و برای دیزاین آن بهتر است موارد محدودی را به کار برد.

##### 5. ایجاد نورپردازی چند لایه در اتاق خواب:[۵]
نور محیطی و عمومی اتاق خواب، به‌طور معمول از سقف به وسیله آویز و چراغ های تو کار تامین می شود. اما برای میز آرایش و مطالعه نیز باید نور  جداگانه ای تامین کرد. پس در بالا یا دو طرف آینه باید چراغ دیوارکوب نصب کرد و روی میز پاتختی از آباژور استفاده کرد.
همچنین برای ایجاد نور دکوری و تزئینی، از نور مخفی در سقف و دیوارها و چراغ های مخصوص می توان استفاده کرد تا دکوراسیون اتاق را زیبا کند.

## نگارخانه

اتاق خواب آرل اثر ونسان ون گوگ